# Manfred Paul (Evangelist)

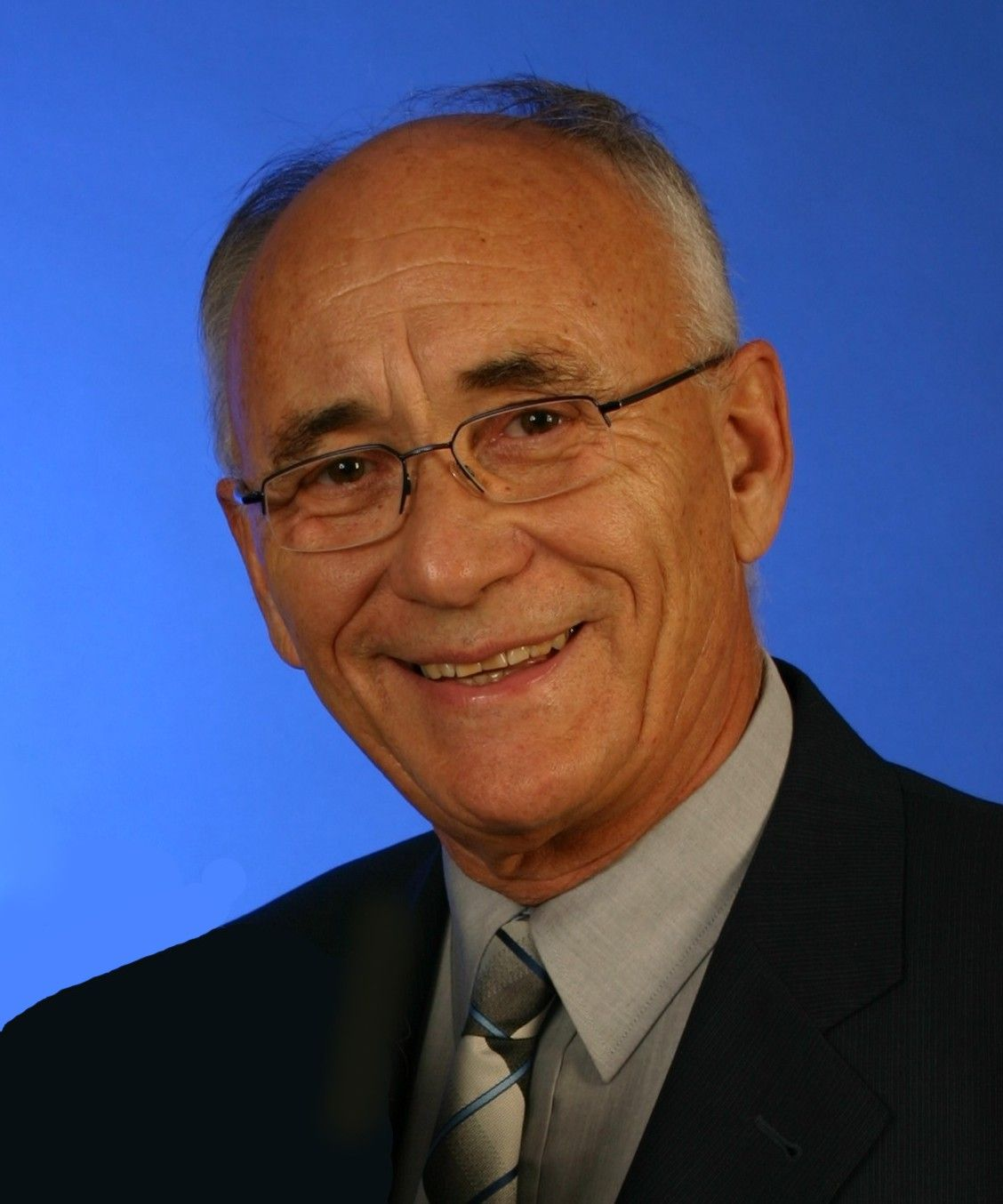
Manfred Paul 2003

Manfred Paul (* 14. Mai 1938 in Herborn; † 4. Mai 2020 in Höxter) war ein deutscher Evangelist, Seelsorger, langjähriger Leiter zweier Missionswerke und Autor.

## Leben und Wirken
Manfred Paul absolvierte eine Ausbildung zum Verlagskaufmann, bevor er zwischen 1966 und 1978 Geschäftsführer des kanadisch-deutschen Missionswerks Janz Team e.V. (heute: TeachBeyond) mit Sitz in Kandern war. Danach war er bis zu seinem Ruhestand 2002 der geistliche Leiter des Missionswerkes Werner Heukelbach in Bergneustadt, wirkte bei Evangelisationen und christlichen Radiosendungen und war als Autor vieler Schriften, Bücher und Andachtsbücher aktiv.
Er verfasste christliche Liedtexte wie „Sag nicht nein, Gott ruft auch dich“, „Auferstanden aus des Grabes Nacht“ oder „Bittende Herzen (Ströme des Segens)“ (mit Hildor Janz) und übersetzte Lieder wie „O Holy Night“ (als „Heilige Nacht, der Heiland ist geboren“), „Les Anges dans nos campagnes“ (als „Friede, Freude hier auf Erden“) und The First Nowell. 2009 wurde er für seine geistliche und seelsorgerliche Arbeit unter christlichen Polizisten zum Ehrenkommissar der Christlichen Polizeivereinigung ernannt, wo er zudem bei Mitarbeiterseminaren als Referent tätig war. Im Ruhestand rief er eine missionarische „Teleandacht“ ins Leben und konzipierte einen monatlich erscheinenden geistlichen Ermutigungsbrief mit dem Titel „Kopf hoch“.
Mit dem Janz-Team war er als ehrenamtlicher Seelsorgehelfer erstmals bei einer Großevangelisation in Dillenburg in Kontakt gekommen, wo er auch seine Frau Monika kennenlernte, die dort als Sekretärin arbeitete. Mit ihr hatte er drei Söhne und wohnte zuletzt in Lauenförde.

## Veröffentlichungen
Kinderbücher
- Ferien auf dem Bauernhof, Missionswerk Werner Heukelbach, Bergneustadt 1981.
- Zwei Freunde in Gefahr, Missionswerk Werner Heukelbach, Bergneustadt 1989.
- Der gute Hirte, Missionswerk Werner Heukelbach, Bergneustadt 1993 und 2013.
- Gott hat alles so schön gemacht. Allerlei rund um Gottes wunderbare Schöpfung, Missionswerk Werner Heukelbach, Bergneustadt 2008.
- Mit Jesus unterwegs, Missionswerk Werner Heukelbach, Bergneustadt 2016.

Andachtsbücher
- Im Aufwind leben. 365 Andachten. ermutigend! tröstend! erfrischend!, Christliche Verlagsgesellschaft, Dillenburg 2004, ISBN 978-3-89436-429-8.
- Schon mal die Bibel gelesen? 20 Tage Leseplan, Missionswerk Werner Heukelbach, Bergneustadt 2008.
- Kennst du den Weg? Vom Woher und Wohin deines Leben, Missionswerk Werner Heukelbach, Bergneustadt 2008.
- Petrus – ein spannendes Leben mit Gott, Missionswerk Werner Heukelbach, Bergneustadt 2008.
- Geliebt, geführt, gehalten. 52 Ermutigungen, Christliche Verlagsgesellschaft, Dillenburg 2014, ISBN 978-3-86353-118-8.
- Erfrischt, ergriffen, erfreut. 52 Ermutigungen, Christliche Verlagsgesellschaft, Dillenburg 2015, ISBN 978-3-86353-155-3.

Schriften
- Schritte in ein neues Leben, Missionswerk Werner Heukelbach, Bergneustadt 1981 und 2008.
- Kennst du den Weg? Vom Woher und Wohin deines Lebens, Missionswerk Werner Heukelbach, Bergneustadt 1981.
- Dennoch geborgen?! Ein freundliches und gutgemeintes Wort für dich mit den besten Wünschen für baldige Genesung!, Missionswerk Werner Heukelbach, Bergneustadt 1982.
- Rettung – Erlösung – Befreiung, Missionswerk Werner Heukelbach, Bergneustadt 1983.
- Freundschaft, Liebe – Glück?, Missionswerk Werner Heukelbach, Bergneustadt 1985.
- Der Himmel die herrliche Gottesstadt, Missionswerk Werner Heukelbach, Bergneustadt 1985.
- Und es gibt doch eine Zukunft. Erkenntnisse von gestern, Erlebnisse von heute, Perspektiven für morgen, Missionswerk Werner Heukelbach, Bergneustadt 1988.
- Ein Wort für Mutlose, Missionswerk Werner Heukelbach, Bergneustadt 1991.
- Schritte in ein neues Leben ..., Missionswerk Werner Heukelbach, Bergneustadt 1992, 2005 und 2019.
- Religion oder Christus, Missionswerk Werner Heukelbach, Bergneustadt 1992.
- Ein Traum wird Wirklichkeit, Missionswerk Werner Heukelbach, Bergneustadt 1994; Neuauflage 2009.
- Übersinnliches, Okkultismus, Aberglaube: was steckt dahinter?, Missionswerk Werner Heukelbach, Bergneustadt 1996 und 2005; Aktualisiert 2010 unter dem Titel Esoterik, Okkultismus, Aberglaube – was steckt dahinter.
- Hilfe, ich bin depressiv! Ein helfendes Wort in dunklen Stunden, Missionswerk Werner Heukelbach, Bergneustadt 1996.
- Ausweg aus der Sucht, Missionswerk Werner Heukelbach, Bergneustadt 2003.
- Licht und Hoffnung für dich! Ein helfendes Wort in dunklen Stunden, Missionswerk Werner Heukelbach, Bergneustadt 2004.
- Das vergessene Geheimnis: die zehn Gebote Gottes, Missionswerk Werner Heukelbach, Bergneustadt 2004.
- Mit dem Herrn Jesus unterwegs, Missionswerk Werner Heukelbach, Bergneustadt 2005.
- Freundschaft + Liebe = Glück, Missionswerk Werner Heukelbach, Bergneustadt 2005 und 2017.
- Jesus – keiner ist wie du!, Christliche Verlagsgesellschaft, Dillenburg 2005, ISBN 978-3-89436-476-2.
- Jesus – Du bist mein Trost!, Christliche Verlagsgesellschaft, Dillenburg 2006, ISBN 978-3-89436-480-9.
- Jesus – Du bist meine Zuversicht!, Christliche Verlagsgesellschaft, Dillenburg 2006, ISBN 978-3-89436-481-6.
- Jesus – Du bist meine Freude!, Christliche Verlagsgesellschaft, Dillenburg 2006, ISBN 978-3-89436-482-3.
- mit Roland Antholzer: Licht und Hoffnung für dich, Missionswerk Werner Heukelbach, Bergneustadt 2014.
- Dran bleiben! Kurs halten! Ratschläge eines Seelsorgers, Christliche Verlagsgesellschaft, Dillenburg 2016, ISBN 978-3-86353-197-3.
- Dennoch geborgen!, Missionswerk Werner Heukelbach, Bergneustadt 2016 und 2018.
- Befreit aus dem Griff des Okkulten!, Maranatha-Mission, Hirzenhain 2016.